# Rossinas
|  | Per a altres significats, vegeu «Rossinas (Indre)». |

Rossinas (occità) o Roussines (francès) és un municipi francès al departament de la Charenta (regió de Nova Aquitània). L'any 2007 tenia 311 habitants. El comú es troba a la part occitana de la Charenta que ocupa el terç oriental, i s'hi parla el llemosí. Es diu Rossinas en occità. L'origen del nom de Roussines es remuntaria a un nom personal gal·loromà Ruscinius, o Russinus derivat de Russus, que correspondria a Russina villa, “domini de Russinus”.
Les formes antigues són Runciniis, Rossinis en 1280, Rossines el 1444

## Demografia

### Població
El 2007 la població de fet de Roussines era de 311 persones. Hi havia 148 famílies de les quals 48 eren unipersonals (12 homes vivint sols i 36 dones vivint soles), 64 parelles sense fills, 28 parelles amb fills i 8 famílies monoparentals amb fills.
La població ha evolucionat segons el següent gràfic:

### Habitatges
El 2007 hi havia 237 habitatges, 152 eren l'habitatge principal de la família, 69 eren segones residències i 16 estaven desocupats. 228 eren cases i 8 eren apartaments. Dels 152 habitatges principals, 118 estaven ocupats pels seus propietaris, 20 estaven llogats i ocupats pels llogaters i 14 estaven cedits a títol gratuït; 2 tenien una cambra, 6 en tenien dues, 28 en tenien tres, 46 en tenien quatre i 70 en tenien cinc o més. 126 habitatges disposaven pel capbaix d'una plaça de pàrquing. A 71 habitatges hi havia un automòbil i a 61 n'hi havia dos o més.

### Piràmide de població
La piràmide de població per edats i sexe el 2009 era:
| Homes | Edats   | Dones |
| ----- | ------- | ----- |
| 0     | 95 o +  | 0     |
| 0     | 90 a 94 | 0     |
| 4     | 85 a 89 | 0     |
| 4     | 80 a 84 | 8     |
| 12    | 75 a 79 | 8     |
| 28    | 70 a 74 | 32    |
| 0     | 65 a 69 | 16    |
| 12    | 60 a 64 | 0     |
| 8     | 55 a 59 | 12    |
| 4     | 50 a 54 | 0     |
| 16    | 45 a 49 | 16    |
| 12    | 40 a 44 | 12    |
| 12    | 35 a 39 | 8     |
| 16    | 30 a 34 | 12    |
| 4     | 25 a 29 | 0     |
| 4     | 20 a 24 | 4     |
| 4     | 15 a 19 | 8     |
| 4     | 10 a 14 | 4     |
| 8     | 5 a 9   | 0     |
| 4     | 0 a 4   | 0     |

## Economia
El 2007 la població en edat de treballar era de 178 persones, 104 eren actives i 74 eren inactives. De les 104 persones actives 93 estaven ocupades (50 homes i 43 dones) i 11 estaven aturades (3 homes i 8 dones). De les 74 persones inactives 32 estaven jubilades, 8 estaven estudiant i 34 estaven classificades com a «altres inactius».

### Ingressos
El 2009 a Roussines hi havia 141 unitats fiscals que integraven 279 persones, la mediana anual d'ingressos fiscals per persona era de 13.689 €.

### Activitats econòmiques
Dels 15 establiments que hi havia el 2007, 1 era d'una empresa extractiva, 4 d'empreses de construcció, 5 d'empreses de comerç i reparació d'automòbils, 1 d'una empresa de transport, 1 d'una empresa d'hostatgeria i restauració, 2 d'empreses immobiliàries i 1 d'una empresa de serveis.
Dels 5 establiments de servei als particulars que hi havia el 2009, 1 era un taller de reparació d'automòbils i de material agrícola, 1 guixaire pintor, 1 lampisteria, 1 electricista i 1 restaurant.
L'any 2000 a Roussines hi havia 25 explotacions agrícoles que ocupaven un total de 561 hectàrees.

## Equipaments sanitaris i escolars
El 2009 hi havia una escola maternal integrada dins d'un grup escolar amb les comunes properes formant una escola dispersa.

## Poblacions properes
El següent diagrama mostra les poblacions més properes.